# ISS-Expedition 41
ISS-Expedition 41 ist die Missionsbezeichnung für die 41. Langzeitbesatzung der Internationalen Raumstation (ISS). Die Mission begann mit dem Abkoppeln des Raumschiffs Sojus TMA-12M von der ISS am 10. September 2014. Das Ende wurde durch das Abkoppeln von Sojus TMA-13M am 10. November 2014 markiert.

## Mannschaft
- Maxim Wiktorowitsch Surajew (2. Raumflug), Kommandant (Russland/Roskosmos) (Sojus TMA-13M)
- Gregory Reid Wiseman (1. Raumflug), Bordingenieur (USA/NASA) (Sojus TMA-13M)
- Alexander Gerst (1. Raumflug), Bordingenieur (Deutschland/ESA) (Sojus TMA-13M)[1]

Zusätzlich ab dem 26. September 2014:
- Alexander Michailowitsch Samokutjajew (2. Raumflug), Bordingenieur (Russland/Roskosmos) (Sojus TMA-14M)
- Jelena Olegowna Serowa (1. Raumflug), Bordingenieurin (Russland/Roskosmos) (Sojus TMA-14M)
- Barry Eugene Wilmore (2. Raumflug), Bordingenieur (USA/NASA) (Sojus TMA-14M)[2]

Die Bordingenieurin Jelena Serowa ist die erste russische Kosmonautin, die zur ISS flog, die zweite russische Frau nach Jelena Kondakowa mit einer Langzeitmission und die vierte mit einem Raumflug (nach Walentina Tereschkowa, Swetlana Sawizkaja und Jelena Kondakowa).

### Ersatzmannschaft
Seit Expedition 20 wird wegen des permanenten Trainings für die Besatzungen keine offizielle Ersatzmannschaft mehr bekanntgegeben. Inoffiziell gelten die Backup-Crews der beiden Sojus-Zubringerraumschiffe TMA-13M und TMA-14M (siehe dort) als Ersatzmannschaft der Expedition 41. In der Regel kommen diese Crews dann jeweils zwei Missionen später selbst zum Einsatz.

## Missionsbeschreibung
Expedition begann mit dem Abkoppeln des Raumschiffes Sojus TMA-12M von der Raumstation am 10. September 2014UTC. Ende September wurde sie durch die Besatzung des Raumschiffes Sojus TMA-14M ergänzt.
Kernelemente der Arbeit an Bord der Station waren wissenschaftliche Forschungen auf den Gebieten Astronomie, Atmosphärenforschung, Biologie, Erderkundung, Medizin, Physik und Technik. Ein Großteil der Experimente lief weitgehend automatisch ab. Einen größeren Betreuungsaufwand erforderten Untersuchungen im medizinisch-biologischen Bereich sowie bei der Erderkundung. Viel Arbeitszeit wurde auch für Wartungs- und Reparaturarbeiten sowie für körperliche Betätigung zur Erhaltung der Gesundheit und die Installation neuer Apparaturen aufgewandt.
Zu den neuen Untersuchungen an Bord der Station zählte auch MagVector/MFX, ein Magnetfeldexperiment des DLR. Hier wird ein Leiter unter verschiedenen Temperaturbedingungen dem durch die sich verändernde Position der Raumstation wechselnden Magnetfeld der Erde ausgesetzt. Dabei sollen sich eine Stauchung des Magnetfeldes in Flugrichtung und auf der Gegenseite eine Streckung beobachten lassen. Das Experiment wurde mit ATV 5 angeliefert, im September installiert und im Oktober im Testbetrieb erprobt.
Ende September wurde das Instrument RapidScat aus dem Rumpf eines Dragon-Frachters zum Einsatzort im Außenbereich des Moduls Columbus transportiert und angedockt. Dabei wurden Energie- und Datenverbindungen automatisch hergestellt. RapidScat sendet Radiowellen aus und empfängt deren Reflexionen über eine rotierende Antenne. Intensität und Modulation der empfangenen Wellen lassen Aussagen über Windgeschwindigkeiten über Wasser, Eis und Land zu. Ziel der Studien sind Erkenntnisse über die Interaktion zwischen Meer und Luft, Klimaentwicklungen, die Verfolgung von Wirbelstürmen, Vegetation, Bodenfeuchtigkeit, polares Eis und Eisberge. Die Installationsarbeiten wurden vom Boden aus gesteuert.
Ebenfalls an Bord des Dragon-Frachters war ein Habitat für Nagetiere nebst entsprechendem Transportbehälter, der während dieser ersten Mission mit 20 Mäusen gefüllt war. Diesem Test sollen weitere, langfristige Missionen folgen, während derer die biologischen Veränderungen an Säugetieren im Verlaufe längerer Aufenthalte in Schwerelosigkeit und Strahlungsumfeld des erdnahen Weltraums untersucht werden sollen. Das Habitat sorgt dabei automatisch für Nahrung, Wasser, Luft, Licht und Entsorgung.
Anfang Oktober wurden Ergebnisse zurückliegender Forschungen zum Knochenschwund veröffentlicht. Demzufolge führen eine vernünftige und salzarme Ernährung in Verbindung mit vielseitigem Sport dazu, dass der Knochenschwund stark verlangsamt werden kann. Insbesondere der Einsatz der Advanced Resistive Exercise Device (ARED), einer Art vielseitigem Kraftsporttrainingsgerät, konnte gegenüber den bereits seit Jahrzehnten eingesetzten Laufbändern und Fahrradergometern eine bessere Erhaltung der Knochendichte bewirken.

## Frachterverkehr
Am 21. September startete die Mission des Frachters Dragon CRS 4 von Cape Canaveral aus. An Bord befanden sich 1.790 kg Versorgungsgüter, Ersatzteile und Experimentiermaterial. Das Frachtraumschiff wurde mittels Manipulatorarm am 23. September am zur Erde gewandten Port des ISS-Moduls Unity angedockt. Abkopplung und Wasserung erfolgten am 25. Oktober. Dabei befanden sich etwa 1.580 kg Rückfracht in der Landekapsel.
Am 27. Oktober 2014 wurde der Frachter Progress-M 24M vom ISS-Modul Pirs abgekoppelt. Er war am 23. Juli zur Station aufgebrochen und verglühte nach Experimenten zur Bahnverfolgung am 19. November (UTC) in dichten Schichten der Erdatmosphäre.
Am 28. Oktober 2014 explodierte die Trägerrakete vom Typ Antares 130 für den dritten regulären Cygnus-Frachter beim Start offenbar wegen eines Triebwerksversagens. Somit gelangte der Frachter Cygnus CRS 3 nicht ins All. Er hätte mehr als 2.000 kg Versorgungsgüter, Apparaturen, Ersatzteile und Experimente zur Internationalen Raumstation transportieren sollen.
Am 29. Oktober 2014 startete das Frachtraumschiff Progress-M 25M erstmals an der Spitze einer Trägerrakete vom Typ Sojus 2 vom Kosmodrom Baikonur aus und koppelte wenige Stunden später am ISS-Modul Pirs an. Mit ihm gelangten etwa 2.500 kg Treibstoff, Wasser, Luft, Sauerstoff, Versorgungsgüter, Ersatzteile, neue Apparaturen und Experimentiermaterial zur Station. Die Sojus 2.1A hat eine um 300 kg erhöhte Nutzlastkapazität für niedrige Erdorbits gegenüber der bisher verwendeten Sojus-U.

## Bahnmanöver
Eine erste Kurskorrektur erfolgte am 14. September 2014 mit den Triebwerken des am Heck angekoppelten Frachters ATV 5 "Georges Lemaître". Der Antrieb desselben Raumfahrzeugs wurde bei einer weiteren Bahnanhebung am 8. Oktober und einem Ausweichmanöver vor Weltraumschrott am 27. Oktober verwendet.
Für den Ausstieg zweier Raumfahrer wurde die Station mittels des ATV-5-Antriebs am 15. Oktober zeitweilig so gedreht, dass die Gitterstruktur in Richtung der Flugbahn zeigte.

## Außenbordarbeiten
Während der ISS-Expedition 41 erfolgten drei Ausstiege. Beim ersten am 7. Oktober 2014 durch Reid Wiseman und Alexander Gerst wurde ein defektes Pumpenmodul auf eine Lagerplattform transportiert und eine Schalteinheit für den Mobilen Transporter installiert und angeschlossen. Der Ausstieg dauerte 6 Stunden und 13 Minuten.
Der zweite Ausstieg durch Reid Wiseman und Barry Wilmore erfolgte am 15. Oktober und dauerte 6 Stunden und 34 Minuten. Während des Einsatzes wurde eine im Mai ausgefallene elektronische Spannungsreglereinheit auf der Steuerbordseite der Gitterstruktur der Station ausgetauscht, eine drahtlose Videodatenübertragungseinheit verlegt und eine komplette Kameraeinheit auf der Backbordseite der Gitterstruktur installiert. Dazu gehören Kamera, Scheinwerfer, drahtlose Übertragungseinheit und Steuerung.
Im Verlaufe des dritten Ausstiegs durch Maxim Surajew und Alexander Samokutjajew am 22. Oktober wurden auf Swesda das Experiment Radiometrija demontiert und von der Station weg ins All gestoßen, eine Abdeckung am Materialexperiment Exposure II entfernt, Oberflächenproben vom Modul Pirs gesammelt, zwei Antennen vom Modul Poisk demontiert und ins All entsorgt sowie verschiedene Abschnitte des russischen Segments fotografisch dokumentiert. Der Einsatz dauerte 3 Stunden und 41 Minuten.